# Trigonotis angustifolia
Trigonotis angustifolia là loài thực vật có hoa trong họ Mồ hôi. Loài này được (Ching J. Wang) W.T. Wang miêu tả khoa học đầu tiên năm 1995.